# Ostbahnhof metróállomás
A Ostbahnhof egy metróállomás Németországban, a bajor fővárosban, Münchenben a müncheni metró U5-ös vonalán.

## Metróvonalak
Az állomást az alábbi metróvonalak érintik:
- U5

## Kapcsolódó állomások
A metróállomáshoz az alábbi állomások vannak a legközelebb:
- Innsbrucker Ring (Bahnhof München-Neuperlach Süd, U5)
- Max-Weber-Platz (Laimer Platz, U5)

## Útvonal
| Vonal | Állomások |
| ----- | --- |
| U5    | Laimer Platz – Friedenheimer Straße – Westendstraße – Heimeranplatz – Schwanthalerhöhe – Theresienwiese – Hauptbahnhof – Karlsplatz (Stachus) – Odeonsplatz – Lehel – Max-Weber-Platz – Ostbahnhof – Innsbrucker Ring – Michaelibad – Quiddestraße – Neuperlach Zentrum – Therese-Giehse-Allee – Neuperlach Süd |

## Átszállási kapcsolatok
| U5 (Neuperlach Süd ↔ Laimer Platz) |                                                                                    |
| Állomás                            | Átszállási kapcsolatok                                                             |
| Ostbahnhof                         | München Ostbahnhof , 54 , 55 , 62 , 100 , 145 , 148 , 155 , 187 , 213 , X30 , 9410 |